# Endless Forms Most Beautiful
Endless Forms Most Beautiful är det åttonde studioalbumet från det finländska symphonic metal-bandet Nightwish, med utgivningsdatum 27 mars 2015. Albumet är det första med Floor Jansen (tidigare känd från After Forever och Revamp) och det första med Troy Donockley som permanent medlem. Donockley, som spelar irländska folkinstrument, har medverkat på tidigare Nightwish-album men då som gästmedlem. På grund av sjukdom (Insomni) har trummisen Jukka Nevalainen tillfälligt ersatts av Kai Hahto från Wintersun.
Skivans första singel, Élan, släpptes 13 februari 2015.
Andra singeln, Endless Forms Most Beautiful släpptes 8 maj 2015
Tredje singeln, My Walden släpptes 16 maj 2016
Holopainen, som är bandets huvudsakliga låtskrivare, har hämtat inspiration till albumet från naturvetenskapsmannen Charles Darwins verk. Låten Sagan från singeln Élan är en hyllning till astronomen Carl Sagan. Professor Richard Dawkins medverkar på låtarna "Shudder Before The Beautiful" och "The Greatest Show On Earth"

## Låtlista
1. Shudder Before The Beautiful (Tuomas Holopainen) - 6:29
2. Weak Fantasy (Tuomas Holopainen och Marco Hietala) - 5:23
3. Élan (Tuomas Holopainen) - 4:45
4. Yours Is An Empty Hope (Tuomas Holopainen och Marco Hietala) - 5:34
5. Our Decades In The Sun (Tuomas Holopainen) - 6:37
6. My Walden (Tuomas Holopainen)  - 4:48
7. Endless Forms Most Beautiful (Tuomas Holopainen) - 5:07
8. Edema Ruh (Tuomas Holopainen) - 5:15
9. Alpenglow (Tuomas Holopainen) - 4:45
10. The Eyes Of Sharbat Gula (Instrumental) - 6:03
11. The Greatest Show On Earth (Tuomas Holopainen) - 24:01